# 에리히 폰 팔켄하인
에리히 폰 팔켄하인(독일어: Erich von Falkenhayn, 1861년 9월 11일 ~ 1922년 4월 8일)은 독일 제국의 군인이다.

## 생애

### 초기
1861년 9월 11일, 에리히 폰 팔켄하인은 서프로이센 그라우덴츠에서 페도어 폰 팔켄하인의 아들로 태어났다. 두명의 형이 있었는데, 첫째 오이겐 폰 팔켄하인은 기병대장이었으며, 둘째 아르터는 빌헬름 폰 프로이센 황태자의 선생이었다. 1880년, 18세의 나이에 팔켄하인은 독일 제국군에 입대하였다. 이후 베를린 전쟁 대학에 다니며 중위가 되었다. 1893년 대위로 승진하였고, 1896년부터 9군단의 참모장교가 되었다. 이후 청나라에 군사 고문단으로 갔다가 1900년 독일로 복귀하였다. 1900년 중국 의화단 사건 당시에 국제원정군 프로이센 참모부 일원으로 참전했다.

### 육군 장관
1913년 7월부터 1915년 1월까지 프로이센 육군장관을 지내며 제1차 세계대전 당시 독일군의 무장과 장비를책임졌고 그는 참모총장 헬무트 폰 몰트케의 건의를 무시하여 마른강 전투 패배의 책임자로 불리기도 하였으나, 몰트케의 건강이 악화되자, 그는 사임하였고, 팔켄하인은 그의 후임으로 참모총장이 되었다. 

### 참모총장
참모총장으로 임명된 후 팔켄하인은 서부전선에 계속된 공격을 하였지만, 실패하였다. 파울 폰 힌덴부르크와 에리히 루덴도르프 등 동부전선에서 종군하던 장군들은 서부전선에서의 승리를 가져오지 못한것에 팔켄하인을 탓하였다. 정치인들도 이제 전쟁이 끝나야 된다고 생각하였다. 당시 총리였던 테오발트 폰 베트만홀베크는 그에게 전쟁을 끝낼 것을 제안하지만, 팔켄하인은 듣지 않았고, 더 많은 병력을 서부전선에 배치하였다. 팔켄하인은 바다로의 경주로 영프 연합군을 포위하려 하였으나, 실패하였다. 결국 팔켄하인은 협상국 중 하나와 우호적인 관계를 유지해야 한다고 생각하였고, 그 상대를 러시아 제국으로 정하였다. 그렇기에 동부전선에 배치되는 병력은 더더욱 줄어드렀고, 힌덴부르크와의 대립은 계속되었다. 힌덴부르크는 1914년 아예 그를 사임시키기 위해 사표를 냈으나, 카이저는 팔켄하인을 좋아하였기에 이에 격분하였다.
팔켄하인은 또한 오스만 제국과의 육지 연결로를 원하였다. 팔켄하인은 병력 배치를 결정하였으나, 베르됭 전투 때문에 실질적인 작전 수행은 되지 않았다. 팔켄하인은 1916년 2월 베르됭 전투의 시작을 알렸다. 하지만 내부의 많은 적 때문에 베르됭 전투의 상황을 늦게서야 알았다. 이후 팔켄하인은 중립을 유지할거라 믿었던 루마니아 왕국의 선전포고를 받았다. 팔켄하인은 이에 경악하였다. 결국 황제는 1916년 8월 29일 베르됭 전투의 실패로 참모총장직에서 해임하고 본인이 싫어하였던 힌덴부르크를 임명했다. 

### 해임 이후
해임 이후그 뒤 10개월 동안 루마니아에서 독일군을 이끌고 1917년 7월 9일에는 팔레스타인에서 오스만 제국군을 지휘했다. 그러나 에드먼드 앨런비의 영국군을 저지할 수는 없었고 팔레스타인에서 오토 리만 폰 잔더스 장군에게 자리를 넘겨주고 1918년 3월 4일부터 전쟁이 끝날 때까지 리투아니아에서 군대를 지휘했다.
전쟁 이후 팔켄하인은 회고록을 작성하였고, 바이마르 공화국의 체제를 매우 싫어하였다. 팔켄하인은 군사 쿠테타를 일으키려 하였고, 루트비히 폰 팔켄하우젠에게 계획까지 보여 주었지만, 실행하지는 못하였다. 팔켄하인은 60세의 나이에 포츠담에서 세상을 떠났다.